# Hachiville
Hachiville är en ort i Luxemburg.   Den ligger i distriktet Diekirch, i den norra delen av landet, 60 kilometer norr om huvudstaden Luxemburg. Hachiville ligger 447 meter över havet och antalet invånare är 194.
Terrängen runt Hachiville är platt.  Närmaste större samhälle är Wiltz, 15,5 kilometer söder om Hachiville. 
Omgivningarna runt Hachiville är en mosaik av jordbruksmark och naturlig växtlighet. Runt Hachiville är det ganska glesbefolkat, med 31 invånare per kvadratkilometer.